# Pseumenes eximus
Pseumenes eximus är en stekelart som först beskrevs av Smith 1861.  Pseumenes eximus ingår i släktet Pseumenes och familjen Eumenidae. Utöver nominatformen finns också underarten P. e. arcuatoides.